# Oleksandr Jakowljew
Oleksandr Wolodymyrowytsch Jakowljew (ukrainisch Олександр Володимирович Яковлєв, englische Transkription Oleksandr Yakovlev, russisch Алекса́ндр Влади́мирович Я́ковлев Alexander Jakowlew; * 8. September 1957 in Kiew, USSR, Sowjetunion) ist ein ehemaliger ukrainischer Leichtathlet, der für die Sowjetunion im Dreisprung an den Start ging. Seinen größten sportlichen Erfolg feierte er mit dem Gewinn der Bronzemedaille bei den Halleneuropameisterschaften 1978 in Mailand.

## Sportliche Laufbahn
Erste internationale Erfahrungen sammelte Oleksandr Jakowljew vermutlich im Jahr 1977, als er bei der Sommer-Universiade in Sofia mit einer Weite von 16,83 m den fünften Platz belegte. Im Jahr darauf gewann er bei den Halleneuropameisterschaften in Mailand mit 16,47 m die Bronzemedaille hinter seinem Landsmann Anatoli Piskulin und dem Briten Keith Connor. 1985 gewann er bei den Studentenweltspielen in Kōbe 17,43 m die Silbermedaille hinter dem US-Amerikaner Charles Simpkins. 1988 beendete er seine aktive sportliche Karriere im Alter von 31 Jahren.